# Lucas Ribamar
Lucas Ribamar, mit vollem Namen Lucas Ribamar Lopes dos Santos Bibiano (* 21. Mai 1997 in Rio de Janeiro), ist ein brasilianischer Fußballspieler.

## Karriere
Lucas Ribamar entstammt der Nachwuchsarbeit des brasilianischen Clubs Botafogo FR. Im Januar 2016 kam er erstmals in der ersten Mannschaft in der Staatsmeisterschaft von Rio de Janeiro zum Einsatz, in der er in 18 Einsätzen vier Tore erzielt wurde. Zu Beginn der Spielzeit 2016 kam Ribamar außerdem zu zwölf Einsätzen in der Série A, in denen er einen Treffer erzielte.
Zur Saison 2016/17 wechselte Lucas Ribamar in die 2. Bundesliga zum TSV 1860 München, bei dem er einen Fünfjahresvertrag erhielt. Am 27. Januar 2017 absolvierte er sein Debüt im Zweitligaspiel gegen die SpVgg Greuther Fürth; er wurde in der 77. Minute eingewechselt. Nach dem Abstieg mit dem TSV verließ er den Verein nach einer Saison wieder.
Im Juli 2017 kehrte Lucas Ribamar in seine Heimat zurück und schloss sich dem Erstligisten Athletico Paranaense an.
Hier verblieb er dann aber auch nur für ein Jahr und schloss sich danach in Ägypten dem Pyramids FC an. Von dort ging es per Leihe direkt weiter nach Saudi-Arabien zum Ohod Club, wo er bis zum Ende des Jahres auflief. Nach dem Ende der Leihe ging es gleich per Leihe zurück nach Brasilien zu Vasco da Gama. Diese Leihe lief über zwei Jahre an dessen Ende er dann auch bei keinem der beiden Klubs verblieb, sondern fest zu América Mineiro wechselte.

## Erfolge
Vasco da Gama
- Taça Guanabara: 2019